# Glenn McQueen
Glenn McQueen (Toronto, 24 dicembre 1960 – Berkeley, 29 ottobre 2002) è stato un animatore canadese.

## Biografia
McQueen si laureò allo Sheridan College dell'Ontario nel 1985; ottenne in seguito una borsa di studio per il laboratorio di computergrafica del New York Institute of Technology, dove lavorò per sei anni come direttore del dipartimento di produzione 3D, che realizzava effetti speciali per film, pubblicità per TV e immagini scientifiche. Successivamente lavorò 5 anni alla Pacific Data Images, dove si occupò di Angels e I sonnambuli.
Nel 1995, interessato all'animazione di Toy Story - Il mondo dei giocattoli e a lavorare con John Lasseter (cofondatore di Pixar), si spostò alla Pixar Animation Studios, dove supervisionò l'animazione di alcuni successi, tra i quali A Bug's Life - Megaminimondo, Toy Story 2 - Woody e Buzz alla riscossa e Monsters & Co..
McQueen fu inoltre membro dell'Academy of Motion Picture Arts and Sciences a Hollywood. Ebbe una figlia con sua moglie Terry.

### Morte
McQueen morì il 29 ottobre 2002 a causa di un melanoma in California, a 41 anni. Al momento della sua morte, la produzione di Alla ricerca di Nemo era ancora in sviluppo. I suoi colleghi lo omaggiarono dedicandogli il film e dando il suo cognome al protagonista del film Cars - Motori Ruggenti "Saetta McQueen".

### Eredità
McQueen è ammirato in tutto il mondo per il suo lavoro, ed è ritenuto uno dei migliori animatori nel suo campo. John Lasseter, co-fondatore di Pixar, definì McQueen "il cuore e l'anima del nostro dipartimento di animazione", e di lui disse inoltre "Glenn non se ne è andato. È ancora vivo in tutti noi".
La Pixar pianificò di aprire un nuovo studio a Vancouver, in Canada, chiamato Glenn McQueen Pixar Animation Center in onore di McQueen. Esteso 20 000 piedi quadri (1 900 m²) e collocato nel downtown di Vancouver, lo studio si occupò di creare piccoli corti TV basati sui personaggi Pixar.  Aprì nella primavera del 2010, e produsse diversi cortometraggi tra cui Buzz a sorpresa (2011) e Non c'è festa senza Rex (2012).
Nell'ottobre 2013 lo studio venne chiuso in modo tale da concentrare tutti gli sforzi della Pixar verso i propri studi principali.

## Filmografia
- I sonnambuli (1992)
- Angels (1994)
- Toy Story - Il mondo dei giocattoli (1995)
- A Bug's Life - Megaminimondo (1998)
- Toy Story 2 - Woody e Buzz alla riscossa (1999)
- Monsters & Co. (2001)